# Thamnobryum tumidum
Thamnobryum tumidum là một loài Rêu trong họ Neckeraceae. Loài này được (Nog.) Nog. & Z. Iwats. miêu tả khoa học đầu tiên năm 1972.